# Герасев, Иван Петрович
Иван Петрович Герасев (27 марта 1898— 11 мая 1974) — советский военачальник, генерал-майор (20.12.1942).

## Биография
Родился 27 марта 1898 года, в селе Наследничье, ныне в Аделинском сельском поселении в Шиловском районе Рязанской области. Русский.
В РККА с ноября 1918 года. Участник Гражданской войны.
После войны продолжил службу в армии.
В 1939—1940 гг. участвует в советско-финляндской войне.
С мая по октябрь 1940 года- полковник Герасев начальник штаба 49-й стрелковой дивизии.
В начале Великой Отечественной войны — заместитель начальника оперативного отдела Карельского фронта.
20 декабря 1942 года Герасеву присвоено звание генерал-майор.
с 18 августа 1943 по 21 августа 1945 — начальник штаба 14-й армии, член ВКП(б) с 1944 года.
В марте 1947 года назначен врид. начальника штаба Беломорского ВО.
В мае 1947 года освобожден от должности начальника штаба Беломорского ВО.
В ноябре 1948 года на него было временно возложено исполнение обязанностей по воинской должности (ВрИД) начальника штаба Беломорского ВО.
В ноябре 1948 года генерал-майор Герасев освобождён от должности начальника штаба Беломорского ВО.
Уволен в запас в 1956 году.
Скончался 11 мая 1974 года, в Воронеже.

## Награды
СССР
- орден Ленина (21.02.1945)[4]
- три ордена Красного Знамени (22.02.1943[5][6], 03.11.1944[4], 20.06.1949[4])
- орден Кутузова I степени (02.11.1944)[7]
  - медали в.т.ч.:
  - «XX лет Рабоче-Крестьянской Красной Армии» (1938)
  - «За оборону Советского Заполярья»
  - «За Победу над Германией в Великой Отечественной войне 1941—1945 гг.»

Других государств
- Командор со звездой ордена Святого Олафа (Норвегия)[8]